# Pointe Ellingwood
La pointe Ellingwood, en anglais Ellingwood Point, est un sommet montagneux américain à la frontière du comté d'Alamosa et du comté de Huerfano, au Colorado. Elle culmine à 4 280 mètres d'altitude dans la sierra Blanca. Elle est protégée au sein de la Sangre de Cristo Wilderness, à la frontière de la forêt nationale de Rio Grande et de la forêt nationale de San Isabel.